# Hyggesbränning
Hyggesbränning är en metod att öka växtnäring i humuslagret i skogar. Genom att bränna upp markvegetation minskar konkurrensen med trädplantorna, och marken får dessutom mer sol. Metoden påminner om naturens eget sätt att sköta föryngringen av skogar, och lämpar sig bäst på friska till fuktiga ståndorter med tjocka inaktiva humustäcken.
Hyggesbränningen gynnar vissa brandanpassade växter och djur. Värmen får en del s.k. fröbanksarter att gro, som till exempel svedjenäva. Vissa sällsynta vedinsekter får tillgång till bränd ved vilket idag ofta är en bristvara.
Förr var detta sätt att föryngra skogen vanligare, men är fortfarande en viktig del av skogsvården. Flertalet av de större skogsbolagen är certifierade att bränna en viss areal årligen. Metoden kräver stor kunskap. Kostnaden varierar i stor utsträckning beroende på förutsättningarna.